# Estel del Nord
L'Estel del Nord, Estel Polar o Polaris és l'estel alfa de l'Ossa Menor, el més brillant del pol nord celeste. Formalment se l'anomena Alfa de l'Ossa Menor (α Ursae Minoris).
Pel fet que és en la prolongació de l'eix de rotació de la terra, "sobre" el pol nord terrestre, Polaris sembla quieta de la Terra estant, i tots els estels del cel septentrional semblen girar al seu voltant. Així, és un punt fix ideal per a l'orientació (visual, marítima). L'antiguitat de l'ús d'aquest estel resta demostrada pel fet que es troba representat a les taules assíries més antigues. Actualment, Polaris és a una distància aproximada d'1 grau del pol de rotació terrestre i, per tant, gira en un petit cercle d'aproximadament 2° de diàmetre. Tan sols dues vegades cada 24 hores, Polaris defineix exactament el Nord, azimut; la resta del temps, senyala solament aproximadament el nord, i cal corregir la variació amb taules de correcció.

## Nom
El nom de Polaris prové del llatí Stella Polaris, literalment 'estel polar'. Atesa la seva proximitat al pol nord, l'estel ha rebut gran atenció ja d'antic, els navegadors grecs la van anomenar Kynosoura o Cynosura (que significa 'la cua del gos'). En altres llocs rep noms diversos:
- Mismar ('agulla' o 'clau') a Damasc.
- Graja Dhara ('suport dels planetes') a l'Índia, on representa Dhruvà ('fix'), un nen rei devot del déu Vishnú, que el va convertir en estel.[7]

## Estel polar
Encara que Shakespeare va escriure "Sóc constant com l'estel del Nord", a causa de la precessió dels equinoccis (pel moviment de nutació de la Terra), el estels no romanen realment fixes en la volta celeste. Per això, Polaris no serà sempre l'estel més proper al pol nord, com tampoc ho va ser en el passat. Polaris continua acostant-se al nostre pol nord celeste, per després allunyar-se'n gradualment, i al qual tornarà dins d'un cicle complet de precessió, al cap de 25.780 anys. Altres estels, entre les quals s'inclouen Thuban (α Draconis) i Vega (α Lyrae), van ser l'estel polar en el passat i ho tornaran a ser en el futur.
És senzill trobar Polaris seguint la traça de Merak a Dubhe (β i α de l'Ossa Major, els dos estels que formen el final de la "cassola", en direcció cap a dalt i a fora. També es pot trobar a partir del punt central de la W de Cassiopea.
No hi ha un "estel del sud". L'estel, més proper al pol sud celeste és la tenue Sigma Octantis, anomenada per aquest motiu Polaris Australis. No obstant això, en ser un estel de cinquena magnitud, amb prou feines visible a ull nu, en la pràctica s'utilitza la constel·lació de la Creu del Sud per localitzar el pol sud celeste.

## Sistema estel·lar

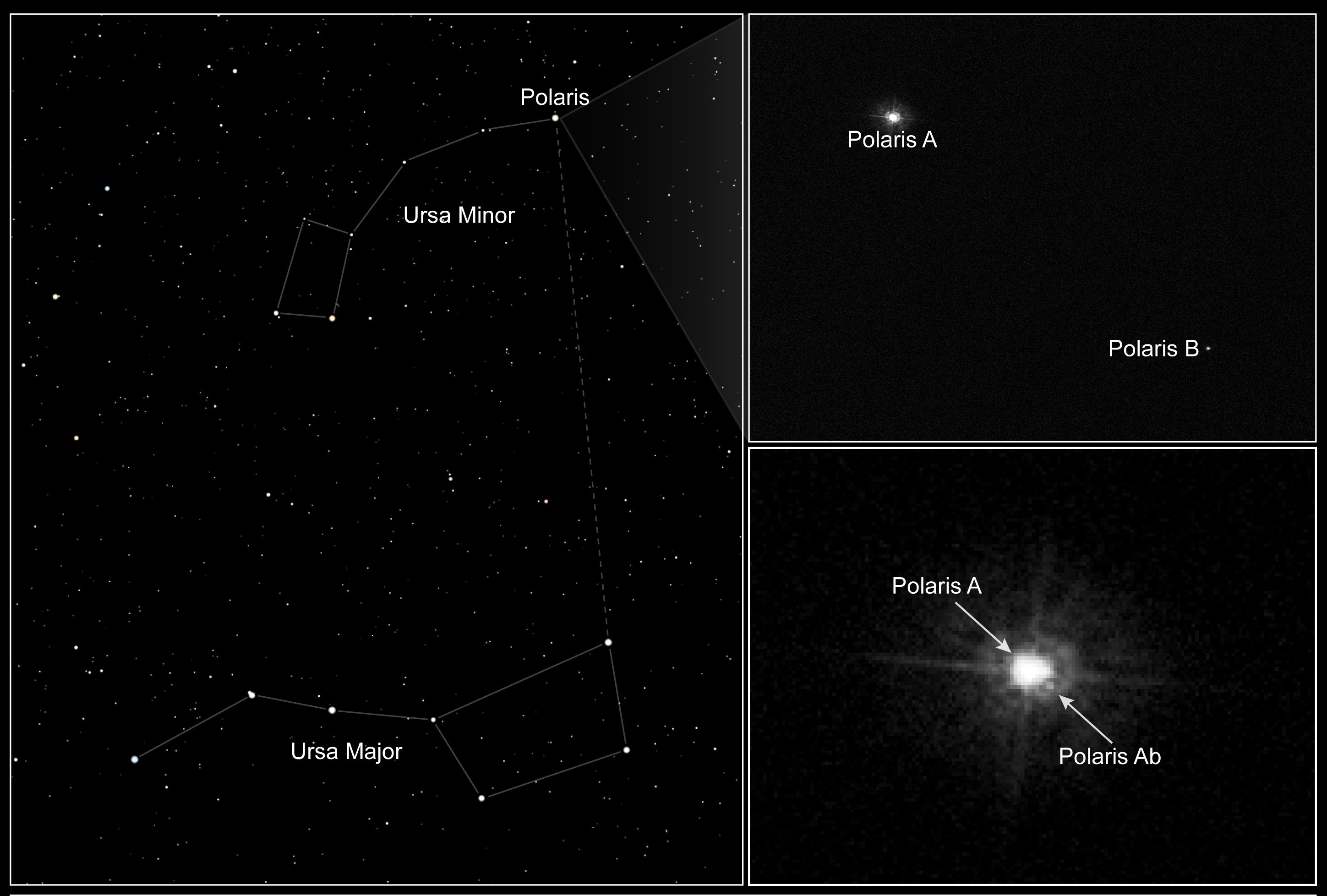
Components de Polaris vists pel Telescopi Espacial Hubble

Polaris Aa és una evolucionada supergegant groga de tipus espectral F7Ib amb 5.4 massa solar (M☉). És la primera Cefeida clàssica la massa de la qual es determina a partir de la seva òrbita. Les dues companyes més petites són Polaris B, una estrella de seqüència principal F3 amb una massa d'1,39 M☉ que orbita a una distància de 2.400 unitats astronòmiques (au), i Polaris Ab (o P), una estrella de seqüència principal F6 molt pròxima amb una massa d'1,26 M☉. Polaris B es pot veure amb un telescopi modest. William Herschel va descobrir l'estrella a l'agost de 1779 utilitzant un telescopi reflector propi, un dels millors telescopis de l'època. Al gener de 2006, la NASA va publicar imatges, procedents del Telescopi Hubble, que mostraven els tres membres del sistema ternari de Polaris.
La velocitat radial variable de Polaris A va ser reportada per W. W. Campbell en 1899, la qual cosa va suggerir que aquesta estrella és un sistema binari. Atès que Polaris A és una variable cefeida coneguda, J. H. Moore en 1927 va demostrar que els canvis de velocitat al llarg de la línia de visió es devien a una combinació del període de pulsació de quatre dies combinat amb un període orbital molt més llarg i una gran excentricitat del voltant de 0.6. Moore va publicar elements orbitals preliminars del sistema en 1929, donant un període orbital d'uns 29,7 anys amb una excentricitat de 0.63. Aquest període va ser confirmat per elements orbitals preliminars del sistema en 1929, donant un període orbital d'uns 29,7 anys amb una excentricitat de 0.63. Aquest període va ser confirmat per estudis de moviment propi realitzats per B. P. Gerasimovič en 1939.
Com a part de la seva tesi doctoral, en 1955 E. Roemer va utilitzar dades de velocitat radial per a deduir un període orbital de 30,46 anys per al sistema Polaris A, amb una excentricitat de 0.64. K. W. Kamper en 1996 va produir elements refinats amb un període de 29.59 anys i una excentricitat de 0.608 ± 0.005. En 2019, un estudi de R. I. Anderson va donar un període de 29,32 anys amb una excentricitat de 0,620 ± 0,008.
Abans es pensava que hi havia dos components més separats —Polaris C i Polaris D—, però s'ha demostrat que no estan físicament associats amb el sistema Polaris.

## Característiques físiques
Polaris és una supergegant groga de tipus espectral F7Ib-II, situada a 431 anys llum (132 pàrsecs) de la Terra, segons les mesures fetes pel satèl·lit Hipparcos. Amb una lluminositat 2.440 vegades major que la solar, el seu radi és 45 vegades major que el radi solar.
És una variable polsant cefeida, precisament la més propera a nosaltres, amb pulsacions que fan que la seva lluentor fluctuï entre una magnitud +1,86 i +2,13 en un període de 3,9696 dies; en l'actualitat (2010), les seves pulsacions s'han detingut o són tan reduïdes que no es poden detectar.
Polaris forma un sistema estel·lar triple amb dos estels acompanyants. El més lluent essent, Polaris B, és de vuitena magnitud i situat a 18 segons d'arc, és un estel de la seqüència principal de tipus F3V, que és a 2.400 ua de l'estel principal Polaris A. Més prop d'aquest darrer, hi ha l'altre acompanyant, Polaris C, a l'origen descobert per espectroscòpia i posteriorment resolt mitjançant el telescopi espacial Hubble. És una nana groga de tipus F7V, que es mou en una òrbita excèntrica a una distància mitjana de 17 ua respecte a Polaris A i el període orbital n'és de 29, 6 anys.

## Observació

### Variabilitat

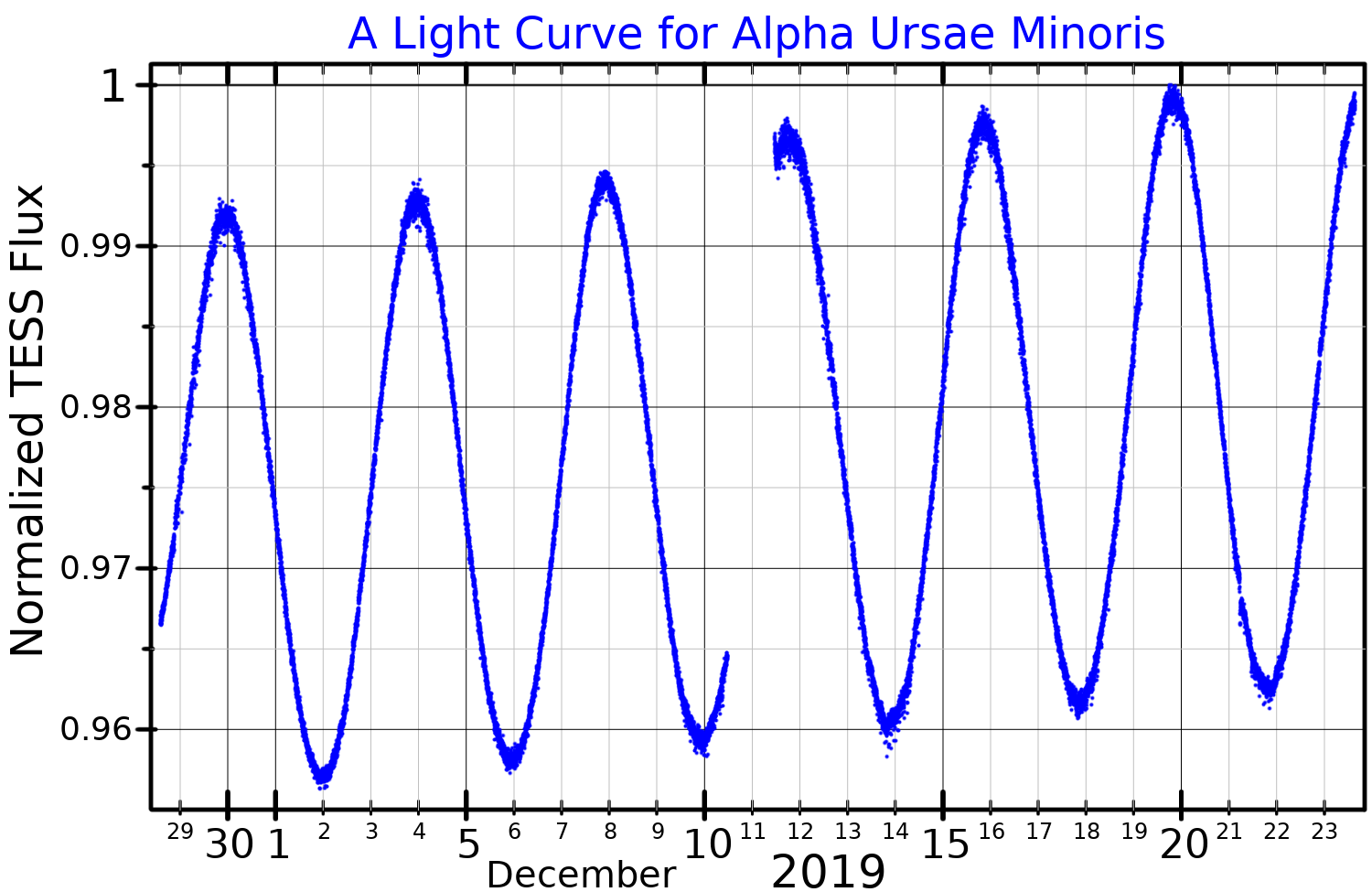
Una corba de llum de Polaris, traçada a partir de les dades del TESS.

Polaris Aa, el component primari supergegant, és una Població I de baixa amplitud variable Cefeida clàssica de baixa amplitud, encara que abans es pensava que era una Cefeida de tipus II a causa de la seva elevada latitud galàctica. Les cefeides constitueixen una important vela estàndard per a determinar la distància, per la qual cosa Polaris, a l'ésser l'estrella d'aquest tipus més pròxima, és molt estudiada. La variabilitat de Polaris se sospitava des de 1852; aquesta variació va ser confirmada per Ejnar Hertzsprung en 1911.
El rang de lluentor de Polaris es dona com 1.86‑2.13, però l'amplitud ha canviat des del seu descobriment. Abans de 1963, l'amplitud era superior a 0.1 magnitud i disminuïa molt gradualment. Després de 1966, va disminuir molt ràpidament fins a ser inferior a 0.05 de magnitud; des de llavors, ha variat erràticament prop d'aquest rang. S'ha informat que ara l'amplitud està augmentant de nou, una inversió que no s'ha vist en cap altra Cefeida.

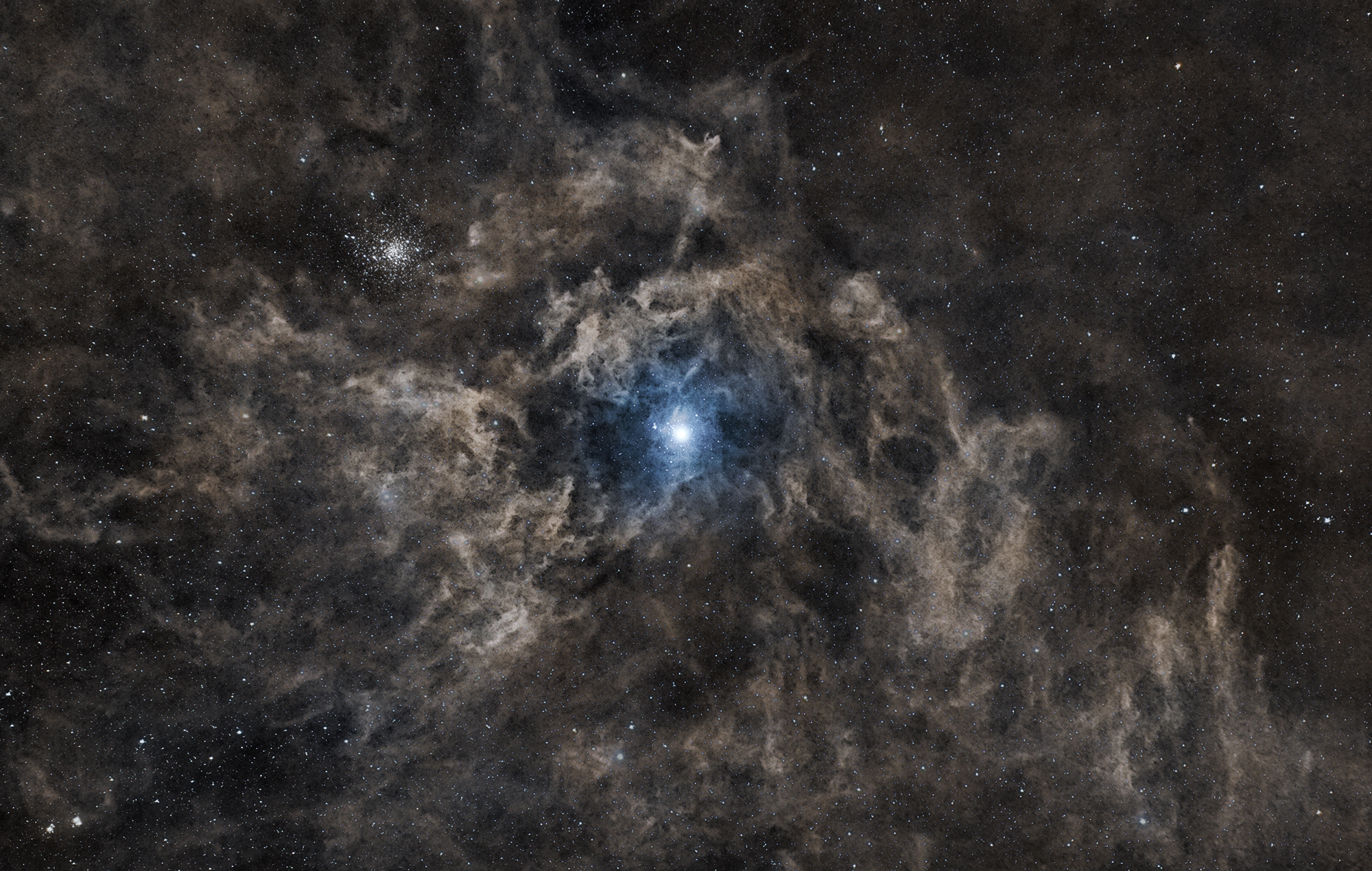
Polaris i la seva nebulosa de flux integrat que l'envolta.

El període, d'uns 4 dies, també ha canviat amb el temps. Ha augmentat de manera constant entorn de 4,5 segons a l'any, amb l'excepció d'un parèntesi en 1963-1965. Originalment, es va pensar que això es devia a l'evolució secular cap al vermell (menor temperatura) a través de la franja d'inestabilitat cefeida, però pot deure's a la interferència entre els modes de pulsació primària i de primer sobretò. Els autors discrepen sobre si Polaris és un polsador fonamental o de primer sobretò i sobre si està creuant la franja d'inestabilitat per primera vegada o no.
La temperatura de Polaris varia només en una petita quantitat durant les seves pulsacions, però la quantitat d'aquesta variació és variable i impredictible. Els canvis erràtics de temperatura i l'amplitud dels canvis de temperatura durant cada cicle, de menys de 50 K a almenys 170 K, poden estar relacionats amb l'òrbita amb Polaris Ab.
Una recerca publicada en Science suggereix que Polaris és 2.5 vegades més brillant avui que quan Ptolemeu la va observar, passant de tercera a segona magnitud. L'astrònom Edward Guinan considera que es tracta d'un canvi notable i ha deixat constància que «si són reals, aquests canvis són cent vegades majors que [els] predits per les teories actuals d'evolució estel·lar».

### Paper com a estrella polar
Pel fet que Polaris es troba gairebé en línia directa amb l'eix de rotació de la Terra «per damunt» del Pol Nord —el pol nord celeste— Polaris roman gairebé immòbil en el cel, i totes les estrelles del cel boreal semblen girar al seu voltant. Per tant, constitueix un excel·lent punt fix des del qual realitzar mesuraments per a la navegació celeste i per a l'astrometria. L'elevació de l'estrella sobre l'horitzó dona la latitud aproximada de l'observador.
En 2018 Polaris es trobava a 0.66° del pol de rotació (1,4 vegades el disc de la Lluna), per la qual cosa gira al voltant del pol en un petit cercle de 1.3° de diàmetre. Estarà més prop del pol (a uns 0,45 graus) poc després de l'any 2100. En estar tan prop del pol nord celeste, la seva ascensió recta canvia ràpidament a causa de la precessió de l'eix de la Terra, passant de 2.5 h l'any 2000 a 6 h l'any 2100. Dues vegades en cada dia sideral l'azimut de Polaris és el nord veritable; la resta del temps està desplaçat cap a l'est o l'oest, i el rumb ha de corregir-se utilitzant taules o una regla empírica. La millor aproximació es realitza utilitzant la vora anterior de la «Ossa Major» asterisme en la constel·lació de l'Ossa Major. La vora d'atac (definit per les estrelles Dubhe i Merak) està referenciat a l'esfera d'un rellotge, i el veritable azimut de Polaris es calcula per a diferents latituds.
El moviment aparent de Polaris cap a i, en el futur, lluny del pol celeste, es deu a la precessió dels equinoccis. El pol celeste s'allunyarà de α UMi després del segle xxi passant prop de Gamma Cephei cap al segle xli  acostant-se a Deneb quan arribi el segle xci.
El pol celeste estava prop de Thuban al voltant del 2750 a. C. , i durant l'antiguitat clàssica estava lleugerament més prop de Kochab (β UMi) que de Polaris, si bé encara a uns 10° de qualsevol de les dues estrelles. Es trobava aproximadament a la mateixa distància angular de β UMi que a α UMi a la fi de l'antiguitat tardana. El navegant grec Píteas cap al 320 aC va descriure el pol celeste com a mancat d'estrelles. No obstant això, com una de les estrelles més brillants prop del pol celeste, Polaris es va utilitzar per a la navegació almenys des de l'antiguitat tardana, i descrita com ἀεί φανής (aei phanēs, "sempre visible") per Stobaeus (segle v), i podria descriure's raonablement com Stella Polaris des d'aproximadament l'Alta Edat Mitjana. En el seu primer viatge transatlàntic en 1492, Cristòfor Colom va haver de corregir el «cercle descrit per l'estrella polar al voltant del pol». En l'obra de William Shakespeare Juli Cèsar, escrita cap a 1599, Cèsar es descriu a si mateix com «tan constant com l'estrella del nord», encara que en l'època de Cèsar no hi havia una estrella del nord constant.
Polaris va ser referenciada en el llibre de Nathaniel Bowditch de 1802, American Practical Navigator, on apareix com una de les estrelles de navegació.